# XIV. János pápa
XIV. János (latinul: Ioannes), (? – 984. augusztus 20.) volt a történelem 138. pápája 983 novemberétől. Rövid pontifikátusa az egyik legtragikusabb egyházfői történetek egyike. Röviddel felszentelése után ismét megremegett a pápai trón fő támogatója, a Német-római Birodalom.

## Élete
Eredetileg Pietro Campanora néven született Pavia városában. Szülei neveltetését a szerzetesekre bízták, ahol hamar kitűnt értelmével és matematikai tudásával. Ezért évek múlva II. Ottó császár Itália kancellárjává nevezte ki Pétert. Ekkor került igen közeli barátságba a német udvarral és a császárral. Később visszavonult a világi hivatástól, és szülővárosának, Paviának a püspöke lett. Amikor VII. Benedek pápa 983 őszén meghalt, a császár nyomására a zsinat Pétert választotta meg a keresztény egyház élére 983 novemberében.
Hamarosan felvette a János nevet, mert nem akarta, hogy eredeti nevét megtartva esetleg Szent Péterhez hasonlítsák. Alig foglalta el a pápai trónt, Rómában már érezni lehetett a nemesek ellenállását, hiszen újra egy császárpárti egyházfő foglalta el az apostoli széket. Azonban december 7-én váratlanul meghalt a pápa legfőbb támogatója, II. Ottó. A császár igen fiatalon hunyt el. Haldoklásának idején Rómába utazott, hogy maga János készítse fel a halálra. Az uralkodó testét a Szent Péter-bazilika előcsarnokában temették el. A megüresedett trón örököse a 3 éves III. Ottó lett.
János ellenfeleinek szemében tiszta célponttá vált. Hamarosan Rómába érkezett a Bizáncba száműzött VII. Bonifác ellenpápa, és 984 áprilisában a nemesség támogatásával sikerült elfogni az egyházfőt. Bonifác az Angyalvár tömlöceibe vetette Jánost, ahol négy hónap múlva az éhség miatt, mások szerint Bonifác mérgei miatt halálát lelte. A krónikák szerint 984. augusztus 20-án halt meg.

## Művei
- Documenta Catholica Omnia (latin nyelven). (Hozzáférés: 2011. december 6.)

## Lásd még
- Pápa
- Római pápák listája
- Római pápák listája grafikusan

| Előző pápa: VII. Benedek | Római pápa 983 – 984 | Következő pápa: XV. János |